# Lupste
Lupste (macedónul: Лупште) település Észak-Macedóniában, a Délnyugati körzet Makedonszki Brod-i járásában.

## Népesség
| Lakosok száma | 460  | 396  | 327  | 270  | 159  | 119  | 90   | 67   | 38   |
|               | 1948 | 1953 | 1961 | 1971 | 1981 | 1991 | 1994 | 2002 | 2021 |

2002-ben 67 lakosa volt, akik mindannyian macedónok. 